# Lista sur Koranu
Święta księga muzułmanów, Koran, obejmuje 114 sur. Księga według tłumaczenia Jana Murzy Taraka Buczackiego zawiera następujące sury:

1. Koran
2. Krowa
3. Rodzina Imrama
4. Niewiasty
5. Stół
6. Trzoda
7. El-Araf
8. Łupy
9. Przywileje i skrucha
10. Jonas pokój mu
11. Hud
12. Józef
13. Grzmot
14. Abraham, pokój niech będzie z nim
15. Hedżr
16. Pszczoła
17. Nocna podróż
18. Jaskinia
19. Marya pokój jéj
20. Ta Ha
21. Prorocy pokój im
22. Pielgrzymka
23. Wierni
24. Światło
25. Al-Forkan
26. Poeci
27. Mrówka
28. Dzieje
29. Pająk
30. Grecy
31. Lokman
32. Pokłon
33. Sprzysiężeni
34. Saba
35. Twórca albo Anieli
36. J. S. (Ja Sin)
37. Szeregi
38. S. (Sad)
39. Półki
40. Wierny
41. Wykład czyli tłumaczenie
42. Rada
43. Ozdoby złote
44. Dym
45. Klęczący
46. Al-Ahkaff
47. Mohammed
48. Zwycięztwo
49. Świętość
50. Kaf
51. Rozpraszające
52. Góra Synai
53. Gwiazda
54. Księżyc
55. Miłosierny
56. Sąd
57. Żelazo
58. Skargi
59. Zgromadzenie albo wychodźtwo
60. Próba
61. Szyk bojowy
62. Zebranie
63. Obłudni
64. Zawód wzajemny
65. Rozwód
66. Obrona
67. Królestwo
68. Pióro
69. Dzień nieuchronny
70. Wschody niebieskie
71. Noe
72. Duchy
73. Prorok okryty swemi szatami
74. Obwinięty płaszczem
75. Zmartwychwstanie
76. Człowiek
77. Posłańcy
78. Wielka nowina
79. Aniołowie porywający dusze
80. Czoło surowe
81. Słońce zamknięte
82. Przerwanie
83. Miara niesprawiedliwa
84. Niebo otwarte
85. Znaki niebieskie
86. Gwiazda
87. Najwyższy
88. Dzień okrywający
89. Świt
90. Kraj
91. Słońce
92. Noc
93. Słońce na wschodzie
94. Czyż nie otworzyłem
95. Figowe drzewo
96. Zsiadła krew
97. Al Kadr
98. Oczywistość
99. Trzęsienie ziemi
100. Rumaki
101. Dzień okropności
102. Chciwość
103. Po obiedzie
104. Potwarca
105. Słoń
106. Korejszyci
107. Ręka miłosierdzia
108. Kautar
109. Niewierni
110. Pomoc
111. Abu-Lahab
112. Jedność Boga
113. Jutrzenka
114. Ludzie